# 피터 새프런
피터 새프런(영어: Peter Safran, 1965년 11월 22일 ~ )은 영국계 미국인 영화 프로듀서이다. 컨저링 유니버스를 위시한 공포 영화를 주로 제작했고, 《아쿠아맨》을 시작으로 DC 확장 유니버스 영화들을 프로듀싱했다. 현재 제임스 건과 함께 DC 스튜디오의 대표를 맡고 있다.

## 제작 작품 목록
- 라라우드의 지미 글릭(2004)
- 미트 더 스파르탄(2008)
- 내 남자친구의 죽은 여자친구를 퇴치하는 법(2008)
- 디재스터 무비(2008)
- 미쓰 루시힐(2009)
- 뱀파이어 써커(2010)
- 베리드(2010)
- 플라이페이퍼(2011)
- 엘리펀트 화이트(2011)
- ATM(2012)
- 큐브: 예스 오어 노(2012)
- 비히클 19(2013)
- 아워즈(2013)
- 마인드스케이프(2013)
- 컨저링(2013)
- 스타빙 게임(2013)
- 베스트 나이트 에버(2013)
- 애나벨(2014)
- 애티커스 연구소(2015)
- 슈퍼패스트!(2015)
- 마터스(2015)
- 더 초이스(2016)
- 컨저링 2(2016)
- 울브스 앳 더 도어(2016)
- 벨코 실험(2016)
- 마인(2016)
- 세상의 끝(2016)
- 애나벨: 인형의 주인(2017)
- 크루시(2017)
- 플랫라이너(2017)
- 더 넌(2018)
- 아쿠아맨(2018)
- 샤잠!(2019)
- 애나벨 집으로(2019)
- 컨저링 3: 악마가 시켰다(2021)
- 더 수어사이드 스쿼드(2021)
- 다시 내게로(2022)
- 샤잠! 신들의 분노(2023)
- 블루 비틀(2023)
- 더 넌 2(2023)
- 아쿠아맨과 로스트 킹덤(2023)
- 슈퍼맨(2025)